# Відкритий кубок США з футболу
Відкритий кубок США з футболу (повна назва англ. Lamar Hunt U.S. Open Cup) — кубковий турнір на вибування, який проводиться Федерацією футболу США щороку. Турнір безперервно проводиться з 1914 року Поряд з клубами професіональних ліг США — MLS, NASL і USL — у Відкритому кубку США мають право на ранніх стадіях зіграти і аматорські футбольні команди. У розіграші 2017 року в турнірі стартувало 99 команд. Переможець турніру отримує місце в груповому раунді Ліги чемпіонів КОНКАКАФ у наступному році.
Від заснування по 1999 рік турнір мав назву «Нешнл Чалендж Кап» (англ. National Challenge Cup). З 1999 року називається на честь Ламара Ганта — одного з перших інвесторів-засновників MLS.
Від часу, коли клуби найсильнішої ліги США — MLS — беруть участь у цьому турнірі (з 1996 року), вони незмінно стають його переможцями. Лише одного разу Відкритий кубок виграла команда з іншої ліги (1999 рік, «Рочестер Ріноз»).

## Формат
Відкритий кубок США проводиться за олімпійською системою. Як правило, клуби професіональних ліг (NASL, USL) вступають у боротьбу з другого раунду, а клуби MLS — з четвертого. У першому раунді змагаються представники аматорських ліг: Прем'єр-ліги розвитку (англ. Premier Development League) і Національної прем'єр-ліги (англ. National Premier Soccer League), а також регіональних аматорських ліг. Усім цим клубам для участі в першому раунді Відкритого кубка потрібно пройти додатковий відбір на рівні своїх ліг.
Схема турніру у 2017 році:
- 1 раунд. 56 учасників:
  - 21 команда від Premier Development League. Визначаються за результатами попереднього сезону в лізі, тобто переможці дивізіонів та решта з найкращими результатами.
  - 18 команд National Premier Soccer League. Визначаються за результатами попереднього сезону в лізі.
  - 17 учасників, які пройшли регіональні відбори.

Розподіл на пари за географічним принципом, але команди з одної кваліфікаційної групи не можуть грати між собою.
- 2 раунд. 24 команди від NASL і USL + 28 переможців 1 раунда. Розподіл на пари за географічним принципом.
- 3 раунд. 26 переможців 2 раунда грають між собою. Розподіл на пари за географічним принципом.
- 4 раунд. 19 команд MLS вступають в боротьбу + 13 переможців 3 раунда.

Усі раунди проходять у форматі одного матчу. У разі нічиєї в основний час, призначаються 30 хвилин додаткового часу і, при потребі, серія пенальті.

## Історія

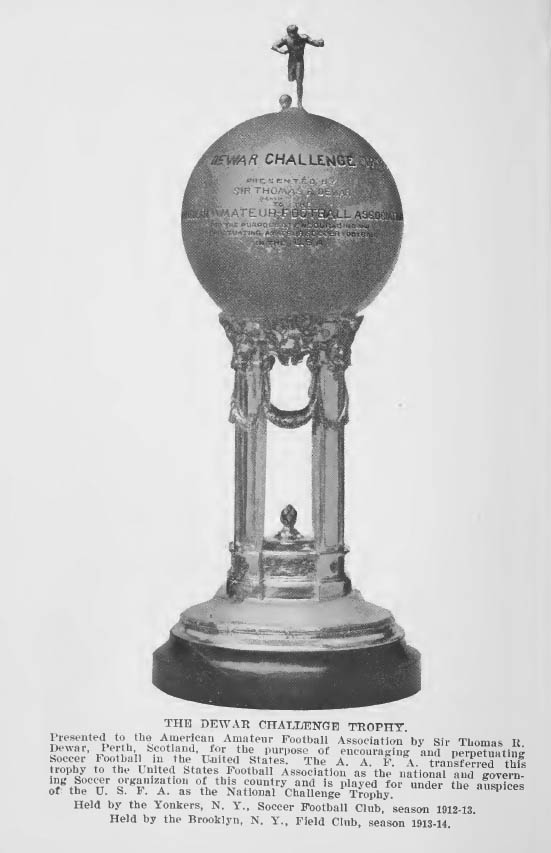

Турнір за назвою «Нешнл Чалендж Кап» (англ. National Challenge Cup) було засновано у 1914 році після того, як у США була утворена власна Футбольна асоціація, яка стала членом ФІФА і отримала дозвіл дозвіл організовувати футбольні змагання. Переможець цього турніру нагороджувався призом «Кубок Дьюера» на честь Томаса Дьюера — футбольного мецената того часу.
Протягом 1920–30-х років у футболі США домінували команди, що якими володіли промислові магнати з міст Північного Сходу і Середнього Заходу США. У період з 1915 по 1926 рік п'ять разів кубок вигравав «Бетлехем Стіл» (представляв металургійну компанію). Серед інших успішних клубів того часу були представники суднобудівельних, автомобілебудівельних, пивоварних компаній. У США діяли декілька професіональних ліг, як от Американська футбольна ліга, Футбольна ліга Сент-Луїса. Заможні команди запрошували гравців з Європи.
З часом професіональні ліги відмовилися брати участь у «Нешнл Чалендж Кап» через суперечки з Футбольною асоціацію США, яку вони не хотіли визнавати керівним органом футболу у США. З початком Великої депресії у США професійний футбол став занепадати і в кубку брали участь переважно любительські команди. З 1940-х і до середини 1990-х років ЮССФ передала управління турніром United States Soccer Football Association (USSFA) — футбольній асоціації аматорського футболу. Характерною рисою тих років є часті перемоги клубів, які представляли етнічні товариства діаспори — українців, євреїв, іспанців, угорців, німців, греків. Серед них «Філадельфія Юкрейніен Нешнлз», «Нью-Йорк Хунгарія», «Чикаго Спарта», «Маккабі Лос-Анджелес».
З 1995 року, коли було створено MLS, Федерація футболу США знову займається організацією турніру. В ньому почали грати також і професіональні команди.

## Багаторазові переможці

### Загальна статистика
Клуби, що вигравали трофей принаймні тричі.
| Клуб                                  | Перемог | Переможні роки               |
| ------------------------------------- | ------- | ---------------------------- |
| «Маккабі» (Лос-Анджелес)              | 5       | 1973, 1975, 1977, 1978, 1981 |
| «Бетлегем Стіл» (Бетлегем)            | 5       | 1915, 1916, 1918, 1919, 1926 |
| «Спортінг» (Канзас-Сіті)              | 4       | 2004, 2012, 2015, 2017       |
| «Сіетл Саундерз» (Сіетл)              | 4       | 2009, 2010, 2011, 2014       |
| «Чикаго Файр» (Чикаго)                | 4       | 1998, 2000, 2003, 2006       |
| «Грік Амерікан Атлас» (Нью-Йорк)      | 4       | 1967, 1968, 1969, 1974       |
| «Тризуб» (Філадельфія)                | 4       | 1960, 1961, 1963, 1966       |
| «Фолл-Ривер Марксмен» (Фолл-Ривер)    | 4       | 1924 , 1927 , 1930 , 1931    |
| «Ді Сі Юнайтед» (Вашингтон)           | 3       | 1996, 2008, 2013             |
| «Пансайпріан-Фрідомс» (Нью-Йорк)      | 3       | 1980, 1982, 1983             |
| «Стікс, Бейер енд Фуллер» (Сент-Луїс) | 3       | 1933, 1934, 1935             |